# Júlio César Machado
Júlio César Machado, (Lisboa, 1 de Outubro de 1835 – idem, 12 de Janeiro de 1890) foi um escritor português do século XIX. Jornalista, tradutor, autor de romances, contos e peças de teatro, um dos mais destacados da segunda metade do seu século. Salientou-se, sobretudo, como folhetinista e cronista.

## Biografia

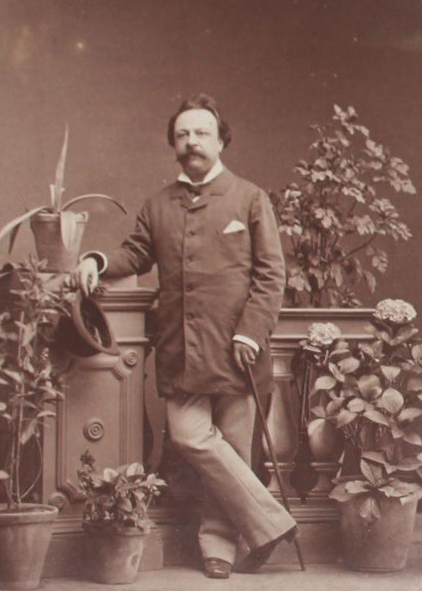
Júlio César Machado (A. Fillon, 1885)

Nascido na Travessa das Fábricas da Seda às Amoreiras, da freguesia de São Mamede, Lisboa, no dia 1 de Outubro de 1835, Júlio foi baptizado a 26 de Novembro do mesmo ano, na Igreja Paroquial de São Mamede, tendo por padrinhos Francisco Manuel Correia Lopes e Polixena Rita Januária da Penha de França. Era filho de Luís Maria Cesário da Costa Machado e de Maria Inácia Eulália Marques Fortes Machado.
Júlio César começou a frequentar os teatros na companhia de seu pai, e cedo tomou conhecimento de factos e personalidades do mundo do espectáculo. As relações que Luís Machado tinha em Lisboa com figuras de relevo da cultura da época iniciaram o filho na sociedade literária de meados da centúria oitocentista, de tal modo que este se foi progressivamente afastando da carreira em Medicina que a família lhe augurava.
As visitas ao Teatro de S. Carlos com o pai na época em que pontificava a cantora Carolina Sannazzaro (1851-1852) eram regulares. A casa onde foi morar com seu pai nesse regresso a Lisboa – regresso, porque foi lá que nasceu, e, onde viveu a primeira infância, seguindo depois para a aldeia de origem de seus avós maternos, Durruivos (hoje A-dos-Ruivos), concelho do Bombarral.
Depois de uma breve passagem pelo Colégio Militar, de onde fugiu devido aos maus tratos do professor de Latim, matriculou-se no liceu. Datam dessa época as suas primícias literárias: Estrela d'Alva, em formato de folhetim, romance dos catorze anos, será publicado na revista A Semana, de Camilo Castelo Branco, de quem obteve apoio. A morte prematura do pai em 1852, que lhe deixou várias dívidas, forçou-o a ganhar a vida sozinho com a escrita, tornando-se tradutor efectivo do Teatro do Ginásio. Nesta altura passa a viver com a avó paterna Gertrudes e as tias-avós, Ana e Maria, viúvas, na Rua do Ouro. Com apenas dezassete anos, publicou o romance Cláudio, confessadamente influenciado pelas Memórias de um Doido, de Pedro Lopes de Mendonça, que viria a ser o seu mestre, tanto no romance como no folhetim; a partir de 1858, Machado substituiu-o como folhetinista regular em A Revolução de Setembro. No mesmo ano, publicou o romance contemporâneo A Vida em Lisboa. Seguiram-se-lhe Contos ao Luar (1861), porventura a sua obra mais interessante do ponto de vista literário, Cenas da minha Terra (1862) e Contos a Vapor (1863). Em 1864, ocupou o lugar de secretário do Instituto Industrial de Lisboa e em 1870 tornou-se um dos co-fundadores da Associação de Homens de Letras.
Escreveu biografias, comédias, contos, crónicas, dramas e romances. Trabalhou como folhetinista no Diário de Notícias e colaborou com alguns textos da sua autoria no Paquete do Tejo (1866-1867), Revista Contemporânea de Portugal e Brasil (1859-1865), Renascença (1878-1879?), Ribaltas e Gambiarras (1881) e Lisboa creche: jornal miniatura (1884). Nas suas obras retratou a vida lisboeta, da sua época, de forma crítica e humorística. Passava os seus tempos livres na pequena localidade de A-dos-Ruivos, no concelho de Bombarral, e por esse facto o seu nome consta na toponímia duma das artérias locais, precisamente aquela onde se localizava a sua casa, rua na qual foi erigido também um busto em sua homenagem.
Foi iniciado na Maçonaria, entre 1853 e 1856 na Loja União Independente, do Grande Oriente Lusitano Unido, tendo como nome simbólico Balzac.
Sabe-se que era homem virtuoso, de inúmeras paixões, tendo tido várias amantes ao longo da sua vida, destacando-se Adelaide Borghi-Mamo, cantora lírica italiana, e Guiomar Torresão, escritora feminista.

## Suicídio e posteridade
Ironicamente, a sua vida, consagrada à escrita humorística do quotidiano, terminaria num ambiente de tragédia familiar. Dois meses depois do suicídio do filho único, Júlio da Costa Machado, no mesmo ano da morte do seu grande amigo Camilo Castelo Branco, Júlio César Machado, não resistindo à dor provocada pelo suicídio do único filho, pôs termo à vida na sua casa, terceiro andar do número 2 da Travessa do Moreira ao Salitre, em Lisboa. Mais tarde a artéria passou a chamar-se Rua Júlio César Machado, ficando a casa assinalada com uma placa comemorativa da efeméride.
Foi na manhã de 12 de Janeiro de 1890, que o escritor e sua mulher, Maria das Dores da Silva Machado, arranjaram-se como se fossem fazer uma visita. Júlio César chamou a velha criada, Maria José, há mais de meio século ao serviço da família, e enviou-a à Baixa, à Rua do Ouro, comprar o jornal Le Fígaro. Quando a criada regressou com o jornal, um estranho quadro a aguardava: o casal jazia no chão, num lago de sangue — o patrão morto e a esposa moribunda. Ambos tinham golpeado os pulsos com tal violência que se viam os ossos. Como espectador daquela cena macabra, o retrato do filho, que propositadamente fora retirado da parede e colocado na mesa, ante a qual tudo se desenrolara. Maria das Dores resistiu. Durante mais de três meses obrigaram-na a lutar contra a morte. Ficou-lhe o braço esquerdo paralisado e o luto pelo filho e pelo marido.

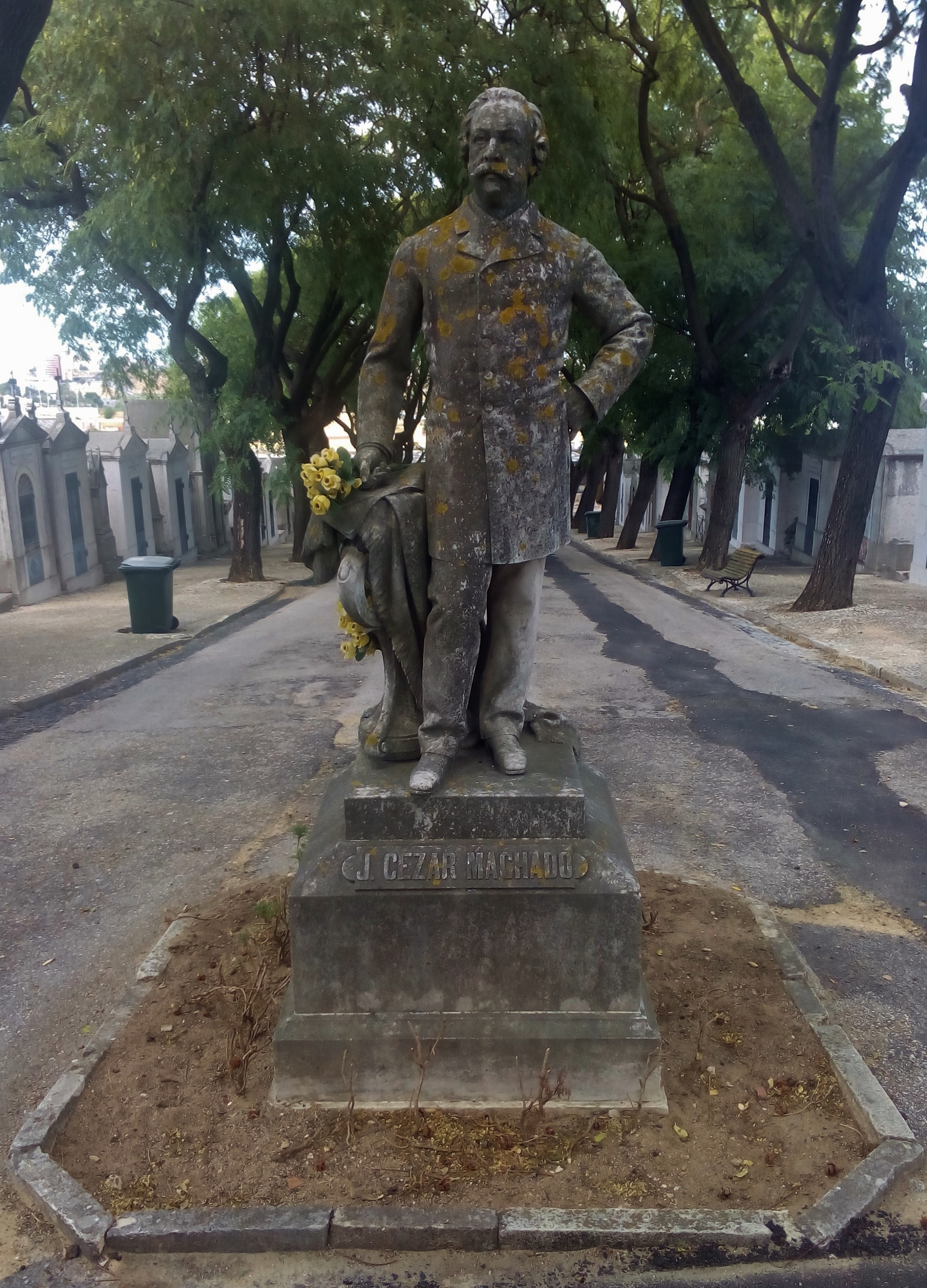
Jazigo de Júlio César Machado, Cemitério do Alto de São João

O jornalista e escritor vivia obcecado pelo filho. Criara-o com excesso de enlevo. Estroina e de saúde débil, muitos desgostos deu o filho ao pai, acabando por tentar o suicídio a tiro, dentro de um comboio, em 13 de Novembro de 1889, ficando numa agonia que demorou dois dias, falecendo dia 15, no Hospital de São José. Tinha 17 anos. Este acontecimento chocou a capital. O desgosto prostrou Júlio César Machado e a esposa, que, desde então, até ao segundo acto da tragédia, deixaram de contactar com os seus amigos, vivendo em delírio e sofrimento. Tanto quanto sabemos, antes de o casal cortar as veias, com uma grande raiva, o escritor, em vão, tentou enforcar-se. O escritor morre, para consternação dos seus contemporâneos, que lhe admiravam o estilo claro e ligeiro, o tom coloquial e humorístico, a atenção aos temas do quotidiano. Ramalho Ortigão, como ele cronista, escreveria mais tarde: "Em toda a sua obra, nos folhetins e nos livros, há uma larga claridade hospitaleira de toalha lavada, de jantar servido ao ar livre dos campos". "Mas como pôde este Júlio, tão alegre, tão moço, sempre tão acostumado a rir, tão interessado pelo mundo, tão apegado à vida que até parecia disposto a não envelhecer jamais, tão delicado e gentil nos seus pensamentos e nos seus actos, acabar sinistramente, num drama de sangue que só de recordá-lo sente a gente o coração constranger-se?" Recordava assim Alberto Pimentel aquele domingo de Janeiro de há um século.
Hoje, podemos vê-lo, em estátua da autoria de Simões de Almeida, no Cemitério do Alto de São João, na capital, onde se encontra sepultado. Foi essa a maior das homenagens póstumas que lhe prestaram os seus amigos.

## Dados genealógicos e família
Filho único de Luís Maria Cesário da Costa Machado (São José, Lisboa, 26 de Fevereiro de 1812 - Encarnação, Lisboa, 22 de Maio de 1852) e de Maria Inácia Eulália Marques Fortes Machado (Santa Isabel, Lisboa, 1804 - A-dos-Ruivos, Carvalhal, Bombarral, 30 de Setembro de 1875), que casaram a 4 de Outubro de 1834, na Igreja das Religiosas do Real Convento de Santa Joana, da extinta paróquia e freguesia de São Julião, da Baixa de Lisboa. Luís residia com sua mãe na Rua do Ouro, aristocrata, que tinha fama de ser extremamente rica, e por este facto, Luís era chamado de filho da viúva rica (Júlio mais tarde iria residir com esta avó). Maria Inácia residia com seus pais, à data, na freguesia de São Mamede, tendo mais tarde ambos partido para A-dos-Ruivos.
Eram seus avós paternos Bento José Machado da Cunha Lobo e Gertrudes Porfíria da Purificação da Costa, maternos José Marques Ferreira e Mariana Delfina Fortes.
O pai, que terminou os seus dias na pobreza devido aos seus gastos excêntricos, faleceu aos 40 anos, vítima de angina pectoris, era apelidado de coração d'ouro pelos seus amigos, sendo um dos grandes elegantes do seu tempo, dotado de vasta instrução e probidade, estando sepultado no Alto de São João. A avó paterna, Gertrudes, faleceu aos 72 anos, na sua casa da Rua do Ouro, a 31 de Janeiro de 1855, três anos depois do filho. Maria Inácia faleceria aos 71 anos em A-dos-Ruivos, vítima de doença prolongada, nos braços do filho, que viajara da capital, em auxílio da mãe, semanas antes do seu falecimento. Ficou sepultada naquela localidade.
Casou, já com 46 anos, com Maria das Dores da Silva (Santos-o-Velho, Lisboa, 22 de Junho de 1839 - ?), de 42, criada particular e estimada da Rainha D. Maria Pia de Saboia, que a encarregava da correspondência, em 19 de Outubro de 1881, na Igreja Paroquial do Sagrado Coração de Jesus, em Lisboa. Maria das Dores era filha de João Anastácio da Silva e Ana José do Carmo e Silva.
Deste casamento já tinha nascido um filho, Júlio da Costa Machado (Mercês, Lisboa, 30 de Outubro de 1872 - Hospital de São José, Socorro, Lisboa, 15 de Novembro de 1889), que tinha sido baptizado a 25 de Janeiro de 1873, na igreja onde casariam os pais, como filho de mãe incógnita pela ilegitimidade do seu nascimento, devido ao facto de seus pais não serem casados, e possivelmente, devido à diferença de estatuto social dos mesmos. Foi padrinho António Augusto de Aguiar. Seria oficialmente reconhecido apenas em 1880 e legitimado em 1881, após o matrimónio dos pais.

## Obras
Entre as suas obras contam-se:
- Estrela d'Alva (romance, 1850)
- Cláudio (romance, 1852)
- Estevão - Páginas da Última Noite de Vida (romance, 1853);
- Os tres sapadores: comédia em um acto (peça, 1853);
- Amigos... Amigos...: comédia proverbio (peça, 1854);
- O Annel d'allianca: comédia original em um acto (peça, 1856);
- A Vida em Lisboa vol. 1 e vol 2 (romance, 1858);
- Biographia do actor Isidoro (biografia de não-ficção, 1859, na revista Galeria artistica);
- Biographia do actor Sargedas (biografia de não-ficção, 1859, na revista Galeria artistica);
- Biographia do actor Taborda (biografia de não-ficção, 18??, na Revista Contemporânea);
- Biographia do actor Tasso (biografia de não-ficção, 18??, na Revista Contemporânea);
- Biographia da actriz Soller (biografia de não-ficção, 18??, na Revista Contemporânea);
- A Vida em Lisboa: comédia-drama em quatro actos (peça, 1861), com Alfredo Possolo Hogan (adaptação da novela de César Machado do mesmo título);
- Contos ao Luar (contos, 1861);[8]
- A esposa deve acompanhar seu marido: comedia n'um acto (peça, 1861);
- Passeios e phantasias (contos/livro de viagens, 1862)
- Cenas da Minha Terra (contos/guia turístico, 1862);
- Novo Guia do viajante em Lisboa, Cintra, Collares, Mafra, Batalha, Setúbal, Santarem, Coimbra e Bussaco. Precedido d'uma introd. de Julio Cesar Machadoe (1862, 1.ª ed.).
- Contos a vapor (contos, 1863);
- Recordações de Paris e Londres (livro de viagens, 1863);[9]
- Histórias para gente moça (contos infanto-juvenis, 1863);
- Amor ás cegas. Comedia em um acto (peça, 1863);
- Em Hespanha: scenas de viagem (livro de viagens, 1865);
- Do Chiado a Veneza (livro de viagens, 1867);
- O arraial (romance?, 1867), com Eduardo Augusto Vidal e ‎Camilo Castelo Branco (publicado em "Brinde aos senhores assignantes do Diario de noticias em 1867);
- Quadros do campo e da cidade (contos/livro de viagens/guia turístico, 1868);
- Para as eleições: entre-acto (peça, 1868);
- Serões na Aldeia (contos?, 18??);
- Da loucura e das manias em Portugal: estudos humorísticos (ensaio humorístico, 1871);
- À lareira (contos, 1872);
- Manhãs e noites (colectânea em livro de folhetins do autor, 1873);
- A Sra está deitada: comedia em um acto (peça, 1873)
- Lisboa na rua - Volume 1 (guia turístico?, 1874; n.ed.: Lisboa, Frenesi, 2002).
- Os theatros de Lisboa (guia cultural, 1874; n. ed.: Lisboa, Frenesi, 2002).
- Introdução a Banhos de Caldas e águas minerais de Ramalho Ortigão (1875);
- Lisboa de ontem (livro de história/guia turístico, 1877);
- Album de caricaturas: Phrases e anexins da lingua portuguesa[10]  (colectânea de provérbios, 1876, com Rafael Bordalo Pinheiro);
- Fora da terra (guia turístico, 1878, com Pinheiro Chagas);
- Apontamentos de um folhetinista (notas biográficas, 1878);
- A Vida Alegre: Apontamentos de um folhetinista (2ª parte dos Apontamentos de um folhetinista), (notas biográficas, 1878);[11]
- Mil e uma histórias (1888)